# San Antonio, Jaumave
San Antonio är en ort i Mexiko.   Den ligger i kommunen Jaumave och delstaten Tamaulipas, i den centrala delen av landet, 500 km norr om huvudstaden Mexico City. San Antonio ligger 666 meter över havet och antalet invånare är 425.
Terrängen runt San Antonio är varierad. Runt San Antonio är det ganska tätbefolkat, med 207 invånare per kvadratkilometer. San Antonio är det största samhället i trakten. I omgivningarna runt San Antonio växer huvudsakligen savannskog.